# Regioni dei Territori del Nord-Ovest

L'attuale divisione amministrativa dei Territori del Nord-Ovest (1999-oggi)

I Territori del Nord-Ovest sono suddivisi in cinque regioni amministrative. Tuttavia, a livello statistico, l'agenzia governativa Statistics Canada li divide in sei divisioni censuarie.

## Regioni amministrative

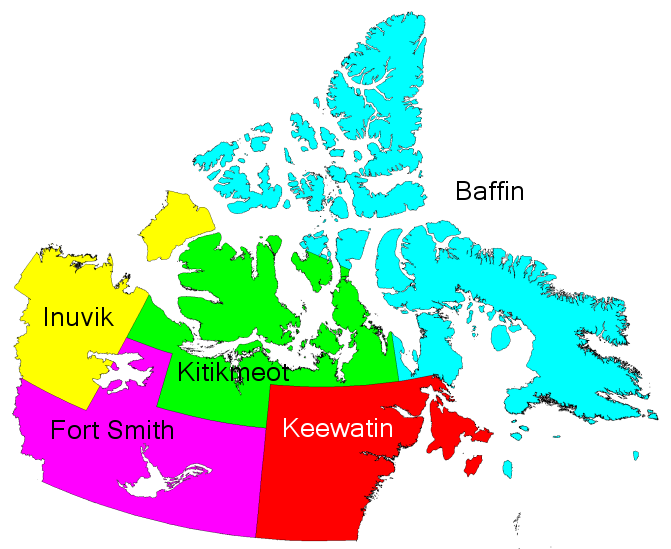
Regioni amministrative prima del 1999

Fino al 1999, i Territori del Nord-Ovest erano suddivisi in cinque regioni amministrative (da non confondere con i precedenti distretti dei Territori del Nord-Ovest): Baffin, Fort Smith, Inuvik, Keewatin e Kitikmeot. Con il distacco del Nunavut, la cui istituzione sottrasse buona parte delle regioni amministrative di Baffin, Keewatin e Kitikmeot, il resto dei Territori sono stati riorganizzati in cinque nuove regioni:
- Regione di Inuvik - Inuvik
- Regione di Sahtu - Norman Wells
- Regione di Dehcho - Fort Simpson
- Regione di North Slave - Behchoko e Yellowknife
- Regione di South Slave - Fort Smith e Hay River

## Divisioni censuarie
Fino alla divisione dei Territori nel 1999, con la creazione di Nunavut, c'erano due divisioni censuarie:
- Regione di Fort Smith - Fort Smith
- Regione di Inuvik - Inuvik